# Jakob Flach
Jakob Flach (* 26. März 1894 in Winterthur; † 30. September 1982 in Locarno) war ein Schweizer Schriftsteller, Puppenspieler und Maler.

## Leben
Jakob Flach war der Sohn eines in der Genossenschaftsbewegung engagierten Gewerkschafters und sozialdemokratischen Politikers. Er verbrachte seine Jugend in Winterthur und war von 1910 bis 1919 aktives Mitglied der Wandervogelbewegung. Er nahm ein Studium der Botanik und Geologie an der ETH Zürich auf, das er 1917 abbrach; danach studierte er Pädagogik an der Universität Zürich und erhielt 1919 das Patent als Primarlehrer, übte den Lehrerberuf jedoch nicht aus. Er übersiedelte nach Arcegno im Tessin, wo er als Maler und Schriftsteller tätig war. Daneben unternahm er ausgedehnte Reisen und Wanderungen in Europa, Vorderasien, Indien und Afrika. Flach stand in Verbindung zu den Künstlern des Monte Verità; er war u. a. mit Hermann Hesse befreundet.
Nachdem er 1921/22 Hausverwalter der Villa Emil Ludwigs gewesen war, lebte Flach ab 1925 in einer alten Mühle bei Arcegno. Ab 1928 arbeitete er als Regisseur beim Schweizerischen Marionettentheater in Zürich. Im Jahre 1937 war er Mitbegründer des „Marionettentheaters Asconeser Künstler“, das er 24 Jahre lang leitete und für das er eine Vielzahl von Puppenspielen schrieb. 1959 war er Mitbegründer der Schweizerischen Vereinigung für Puppenspiel (SVfP). Flach machte sich auch als Hersteller von Marionetten einen Namen.
Jakob Flachs literarisches Werk umfasst neben den Puppenspielen Romane, Erzählungen und das Kochbuch Minestra, das in Prosatexte eingestreute Rezepte enthält. Er wurde vom Kanton Zürich sowie 1959 von der Stadt Winterthur mit einer Ehrengabe ausgezeichnet.
Der Nachlass von Jakob Flach wird im Schweizerischen Literaturarchiv in Bern aufbewahrt.

## Werke
- Die Verhinderten, Freiburg i.Br. 1929
- Minestra, Frauenfeld [u. a.] 1937
- Vita vagorum, Frauenfeld 1945
- Nordischer Sommer, Zürich 1946
- Wir bauen ein Marionettentheater, SJW Nr. 410, Zürich 1951
- Brautfahrt ohne Ende, Frauenfeld 1959
- Ascona gestern und heute, Zürich [u. a.] 1960
- Das schwarze Afrika für Anfänger. Ein Trip durch Savanne, Urwald und Reservate. Mit einigen Warnungen, Zürich 1965
- mit Erich Behrendt: Tessin – Skizzen und Impressionen. Hamburg 1965
- Land und Leute einer gewissen Insel, Arcegno, Tessin 1966
- Die Herren der Welt, Arcegno 1967
- In jenem Dorf, Arcegno 1974
- Ein Bursche namens Ibrahim, Bern 1990
- Von der Kunst des Spazierengehens: Prosastücke. Hrsg. mit einem Nachwort von Magnus Wieland. Chronos-Verlag, Zürich 2015, ISBN 978-3-0340-1286-7.